# Al Khazneh

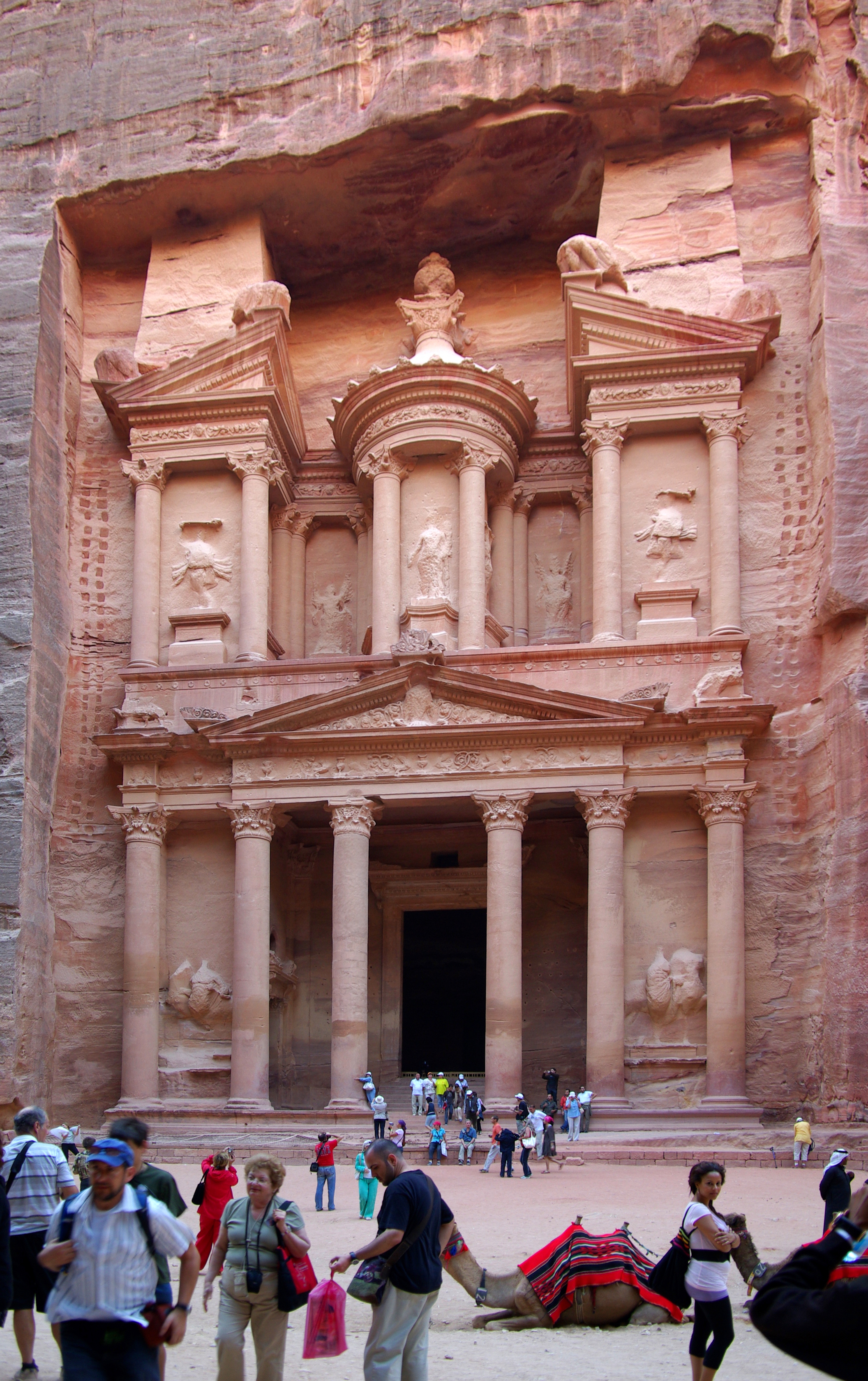
Entrada de Al Khazneh.

Al Khazneh ("O tesouro"; em árabe: الخزنة) é uma das inúmeras construções Romanas de templos na antiga Jordânia na cidade de Petra, uma tumba escavada na face do penhasco e que recebeu uma fachada helenística com pilares.

## História
Al Khazneh foi originalmente construído pelos Romanos como um mausoléu e cripta no início do primeiro século, durante o reinado de Aretas IV, provavelmente como seu próprio mausoléu. Existe uma urna escavada acima da entrada que de acordo com a lenda dos beduínos, contém o tesouro de um faraó.